# Skönberga
Skönberga är kyrkbyn i Skönberga socken i Söderköpings kommun i Östergötlands län.
Orten ligger strax öster om Söderköping vi E22. 
Kyrkbyn domineras av den tidigmedeltida romanska kyrkan samt två prästgårdsanläggningar från 1700- och 1800-talen. Skönberga skola ligger strax väster om byn. 